# Ritmebox
Ritmebox is een album van Spinvis uitgebracht in 2008. Het album is op 14 juli 2008 in genummerde gelimiteerde oplage van 2.000 stuks met een hardcover uitgebracht ter gelegenheid van de tachtigste verjaardag van dichter Simon Vinkenoog. Het album bevat 23 nummers met muziek op de teksten van Vinkenoog.
Voorafgaand aan de gelimiteerde uitgave verscheen op 7 juli 2008 de Ritmebox EP. Deze ep werd als gratis download aangeboden en bevat zeven nummers van het album.

## Tracklist

### Ritmebox
1. Klapwiekend
2. Stem Uit De Groef
3. Echt Leven
4. Ik Vlucht, Ik Vloog
5. Specimen Of Eternity
6. Synthese
7. Mijn Machine
8. We Zullen Gelukkig Zijn
9. Nieuw
10. Spiegel
11. Lachgas
12. Decadentie!
13. Mamamiamuriana
14. Billy
15. Zonder Niemand
16. C20H25N30
17. Tingtingting
18. Ted Joans, Where Of You
19. Een Vriendelijk Woord
20. Weerbericht/Tijdsgewricht
21. Poëzie
22. Een Teken
23. Eind Goed Al Goed

### Ritmebox EP
1. Stem uit de groef
2. Ting-ting-ting
3. Lsd
4. Ik vlucht ik vlieg
5. Poëzie
6. Mamamiamariuhana
7. Een teken